# 王浩 (1924年)
王浩（1924年—），山东牟平人，中华人民共和国外交官，曾任中华人民共和国驻西萨摩亚特命全权大使、中华人民共和国驻莫桑比克共和国特命全权大使。